# Убийство Шалхевет Пасс
Убийство Шалхевет Тахии Пасс, совершённое 26 марта 2001 года — теракт, в котором палестинский снайпер застрелил Шалхевет Пасс, десятимесячную девочку, когда она лежала в коляске возле своего дома в районе Авраам-Авину в Хевроне.
Это событие шокировало израильскую общественность, отчасти потому, что расследование показало, что палестинский снайпер намеренно целился в младенца.

## Убийство
26 марта 2001 года в 16:00 Шалхевет была застрелена в своей коляске, когда её родители везли её с парковки у квартала Авраам Авину (на иврите означает «Наш отец Авраам») в Хевроне, где жила семья.
После десятиминутного затишья палестинский снайпер Махмуд Амру возобновил стрельбу из района Абу Снейна на противоположном холме. Шалхевет была убита мгновенно; её мать схватила её, услышав выстрелы, только чтобы обнаружить, что ребёнок уже мертв. Одна из пуль снайпера пробила голову младенца, пройдя через её череп, и также попала в её отца. Отец Шалхевет, Ицхак Пасс, студент, который толкал коляску, также был серьёзно ранен несколько минут спустя двумя пулями. Два врача попытались реанимировать Шалхевет, но это не помогло.
Проведённое на месте происшествия расследование выявило, что по Шалхевет стреляли сразу два палестинских снайпера с холмов Абу-Снейна, расположенных над районом Авраам Авину.
Сообщения прессы указывали на то, что в это время игровая площадка была очень оживлённой, так как недавно туда доставили новый песок. Согласно неподтверждённым данным, ещё один ребёнок был задет пулей, а у двух других пули прошли сквозь одежду.
Махмед Махмуд скрылся с места теракта с помощью активистов Танзима, террористической организации, связанной с ФАТХ.

## Последствия

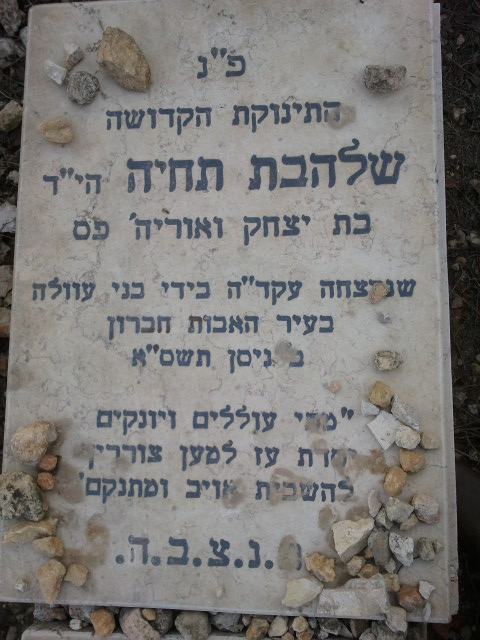
Надгробный камень Шалхевет Пасс

Убийство, произошедшее во время Интифады Аль-Аксы, вызвало негодование в Израиле и за рубежом. Люди оплакивали гибель младенца.
Премьер-министр Ариэль Шарон осудил нападение и выразил соболезнования семье Пасс. Шарон также заявил, что считает Палестинскую администрацию ответственной за нападение. Еврейская община в Хевроне потребовала, чтобы Армия обороны Израиля вновь заняла квартал Абу Снейна, и семья Пасс даже заявила, что не будет хоронить своего ребёнка, пока ЦАХАЛ не сделает это.

### Поимка и суд над убийцей

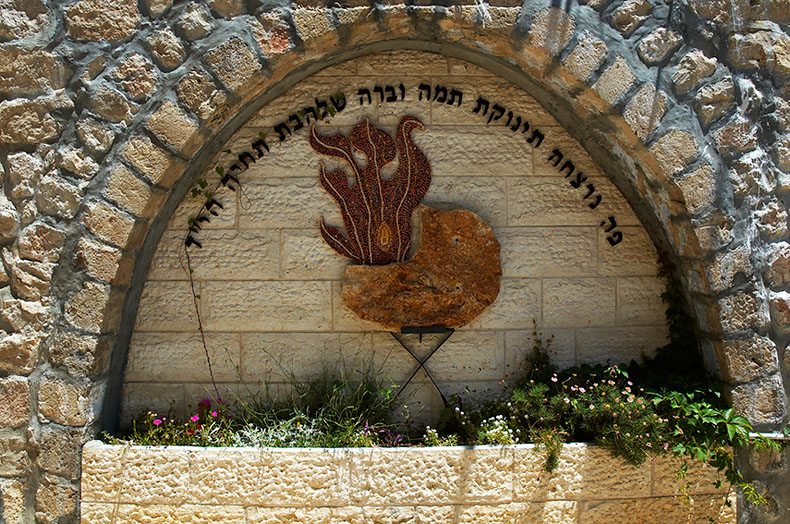
Мемориал Шалхевет Пасс, Хеврон

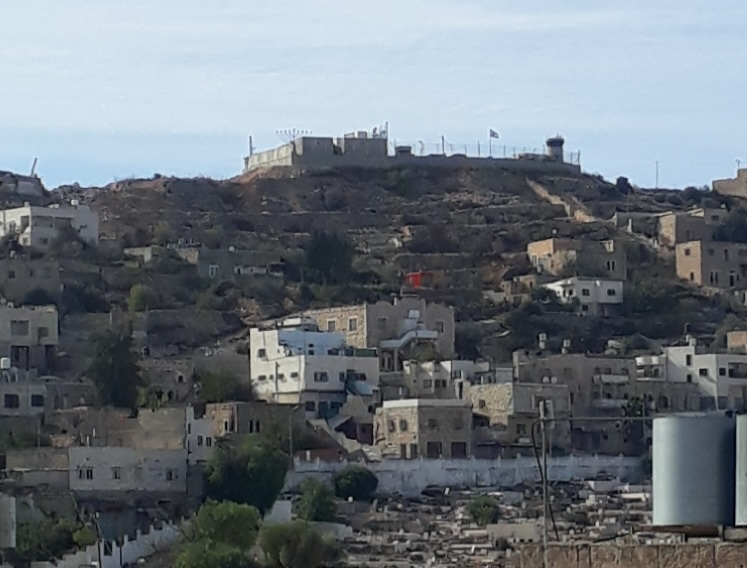
База ЦАХАЛа, созданная на вершине холма Абу Снейна, откуда палестинский снайпер застрелил и убил младенца Шалхевет Пасс

Палестинская администрация первоначально арестовала снайпера, но вскоре освободила его. 9 декабря 2002 года Шин Бет (Служба общей безопасности Израиля) удалось захватить снайпера — члена организации «Танзим» Махмуда Амру. В декабре 2004 года военный суд признал убийцу виновным и приговорил его к трём пожизненным заключениям.
По данным правительства Израиля, расследование пришло к выводу, что снайпер намеренно целился в ребёнка. Пресс-секретарь премьер-министра Ариэля Шарона заявил: 

Тот факт, что они могли застрелить младенца, а затем и отца, делает это отвратительным, преднамеренным, хладнокровным убийством. Снайперы — это не просто вооружённая молодёжь… Если бы Арафат захотел, снайпера там не было бы.
В приговоре судьи выразили свой шок от жестокости убийства: 

Одной пули, выпущенной из снайперской винтовки, было достаточно, чтобы оборвать жизнь младенца Шалхевет Пасс, которая до этого события была неизвестна широкой публике и просто жила своей жизнью, как и все другие дети, пока однажды вечером она не получила удар в голову и не умерла. Шалхевет, которая была ещё так мала и находилась в младенческом возрасте, была приговорена к смерти гнусным убийцей, который намеренно, используя оптический прицел, нажал на курок. Изображение застреленного младенца лежит на нашем столе, оно выгравировано в наших умах и не даёт покоя нашим душам. Мы не можем понять и не можем принять невыносимую лёгкость, с которой убийца решил причинить вред беспомощному существу… Мы, судьи, всего лишь люди, и мы не можем видеть ничего, кроме образа, который возникает в наших чувствах, образа, полного ненависти, крови и скорби. Мы не должны принимать этот образ, и мы должны сделать всё возможное, чтобы осудить его.
В ответ на убийство жители еврейского поселения в Хевроне заселили оптовый рынок в городе и создали там район под названием «Мицпе Шалхевет» в честь убитой девочки. Участок, на котором расположен рынок, находился в еврейской собственности до резни в Хевроне во время событий 1929 года и был эвакуирован после резни в Пещере Патриархов.
После убийства ребёнка евреи разграбили арабские магазины в Хевроне и сожгли здания «Хокеф». В течение нескольких месяцев после убийства младенца были совершены три стрелковых нападения на палестинские транспортные средства. В результате обстрела один палестинец погиб и семеро получили ранения. Неизвестная группа под названием «Шалхевет Гилад» взяла на себя ответственность за нападения, заявив, что это были акты мести.
В 2003 году отец девочки, Ицхак Пасс, был задержан вместе со своим шурином, Матитьягу Шебо, при наличии у него взрывчатки. Он был осужден за хранение оружия и приговорен к двум годам тюремного заключения. Суд отметил, что не было доказано, что целью Пасса и Шебо была «идеологическая преступность, направленная на месть арабам», однако, поскольку они не предоставили объяснений своим действиям, суд пришел к выводу, что хранение взрывчатки было незаконным.
В июле 2012 года сестра Шалхевет была ранена в результате метания камней палестинцами.
В 2021 году в предвыборном списке ФАТХ на втором месте была представлена жена террориста убившего Шалхевет Пасс.

## Реакция СМИ
Агентство Associated Press опубликовало новость под заголовком «Еврейский малыш погибает на Западном берегу» и было раскритиковано Джошуа Леви в его книге «Агония Земли Обетованной» за преуменьшение значения убийства.
«Голос Палестины», официальная радиостанция Палестинской автономии, сообщила, что сообщение о гибели девочки от выстрела было ложью, и что мать девочки убила своего собственного ребёнка.

## Память
Песня, посвящённая памяти «Малышки Шалхевет», была исполнена Авраамом Фридом на концерте в Хевроне. Песню написал брат Фрида, раввин Манис Фридман.
В честь убитой была названа синагога, которую в августе 2007 года после депортации евреев разрушила Армия обороны Израиля.
Детский сад «Шалхеветия» был назван в честь убитого ребёнка, а в 2011 году Министерство просвещения Израиля признало его лучшим детским дошкольным учреждением среди религиозных сетей просвещения.